# Isaac Puente Amestoy
Pour les articles homonymes, voir Amestoy.
Isaac Puente Amestoy (Abanto-Zierbena 1896-Pancorbo; 1936), surnommé El medico rural / landa-medikua (le médecin rural) est un médecin révolutionnaire espagnol et théoricien anarchiste du communisme libertaire. Personne de grande influence à son époque, en particulier dans les milieux anarchistes et médicaux, en raison de son fameux pamphlet « la finalité de la CNT-AIT, le Communisme Libertaire » tiré à près de 100 000 exemplaires en trois ans, depuis sa première édition en 1933.  
Selon la militante ministre de la Santé et des Affaires sociales en 1936 et 1937, Federica Montseny, « indiscutablement, le docteur Isaac Puente fut le principal inspirateur des réalisations collectives de la République espagnole ».  
Son exécution par les troupes franquistes en 1936 fut condamnée par de nombreuses personnalités. En hommage, on donna  son nom au bataillon "Isaac Puente", formé en septembre 1936, de la fusion des bataillons no 3 de la Confédération nationale du travail (CNT) et no 11 de la Eusko Gudarostea, l'armée de la communauté autonome basque. 

## Biographie
Isaac Puente Amestoy est né le 3 juin 1896 dans la municipalité de Abanto-Zierbena, en Biscaye, et était le troisième d'une fratrie de six. Son père Lucas Puente García, était un officier de l'armée carliste. Après sa défaite en 1876, il s'exila quelques années  en France. La mère, Josefa Amestoy Hermoso de Mendoza, est née à Lanciego. 
En 1911, alors qu'Isaac a 15 ans, la famille s'installe à Vitoria où son père (Lucas) et son frère aîné (Federico) travaillaient comme pharmaciens. 
Isaac Puente Amestoy étudie quatre années au lycée à l'école jésuite d'Orduña, hébergé dans la maison de son parrain, le notaire Isaac Uriarte. En 1913, il entame des études de médecine à Saint-Jacques-de-Compostelle, qu'il termine en 1918 à Valladolid. Après avoir effectué son service militaire, il exerce à Maeztu jusqu'à la fin de sa vie. Le 12 mai 1919, Isaac Puente Amestoy épouse Luisa García de Andoin, avec qui il a eu deux filles, Emeria et Araceli.

### Idéologie et activités médicales
Isaac Puente fut un important théoricien libertaire durant la période républicaine.    
Les questions de santé ont joué un très grand rôle dans la structuration de la pensée anarchiste en Espagne, depuis son apparition à la fin du xixe siècle. Durant la dictature de Primo de Rivera (1923 – 1931), la répression des activités syndicales par la dictature militaire a eu un impact sur l’organisation anarchiste, réorientant l’activité vers les aspects culturels, notamment la santé. Dans la péninsule ibérique, l’anarchisme s’est appuyé sur une base scientifique et notamment médicale, car il a dû affronter non seulement l’exploitation capitaliste mais aussi l’idéologie religieuse. La participation des « sanitarios » dans le courant libertaire a donc connu des proportions véritablement structurantes, tout particulièrement le rôle très actif tant du point de vue idéologique, théorique que pratique de trois médecins, Isaac Puente Amestoy (1896-1936), Félix Martí Ibáñez et Juan Antonio Lorenzo Benito (1878-1938) .    
Isaac Puente Amestoy est considéré comme l'un des auteurs les plus influents au cours des années de la Seconde République espagnole en raison de son fameux pamphlet « la finalité de la CNT-AIT, le Communisme libertaire », tiré à 100 00 exemplaires et qui a inspiré la résolution finale du congrès de la CNT à Saragosse en mai 1936. L'anarchiste Ricardo Sanz par exemple, bien qu'aillant participé aux groupes d'action « Los Solidarios » et « Nosotros » et bien qu'il ait combattu dans des comités anarchistes depuis 1920, se considérait comme très proche du courant d'Isaac Puente et du journaliste Ángel Pestaña. 
Isaac Puente Amestoy a longtemps pratiqué la médecine rurale et naturiste, c'est-à-dire une médecine qui privilégie la prévention à la thérapeutique. Il fut l'un des principaux diffuseurs du néomalthusianisme, du féminisme, de l'abolition prostitution et des pratiques contraceptives. Dans « A modo de programa  » (1931), il propose une autre morale sexuelle, tout particulièrement une éducation sexuelle de l'enfance et de la jeunesse en dehors du milieu religieux : «  ni la virginité ni la chasteté ne sont ses vertus » peut-on y lire. Le Dr Puente Amestoy propose la lutte contre les maladies vénériennes grâce à la diffusion gratuite et publique de vos moyens de prévention, le fait que la liberté sexuelle d'une femme requiert son indépendance économique et son droit à son propre corps. Il est aussi un défenseur d'une maternité consciencieuse et d'une paternité responsable. 
Fervent défenseur de la gratuité des soins, l'humanisme dont il faisait preuve a pu être relatée par les patients : « Il y a encore des personnes âgées qui se souviennent de lui comme d'un grand médecin, qui s'est toujours rangé du côté des plus vulnérables » raconte Francisco Fernández de Mendiola, auteur de la biographie la plus complète. 
Très opposé au dogme religieux, en mai 1934, Isaac Puente aurait promu une "pique-nique nudiste" devant la nouvelle cathédrale de Vitoria, provoquant le scandale des religieuses et des rires complices des ouvriers du quartier.  
Il contribue, jusqu'en 1936, avec un autre médecin, Félix Martí Ibáñez, au magazine Estudios, revue éclectique, naturiste et libertaire dont les principaux thèmes sont : le nudisme, la médecine intégrative, l'amour libre et l'éducation sexuelle, l'hygiène et l'alimentation naturelle, la pédagogie rationnelle, l'art, etc. Ces théories auront une influence décisive sur la classe ouvrière espagnole en contribuant à faire évoluer radicalement les mentalités très marquée jusqu'alors par un catholicisme conservateur.

## Engagements politiques
En 1923, le Dr Puente Amestoy commence à collaborer à des revues et des journaux anarchistes de l'époque, stimulés par la rencontre avec les membres de la CNT à Vitoria, la capitale d'Alava.    
À partir de 1930, il devient membre actif de la Confédération nationale du travail (CNT), et de Fédération anarchiste ibérique. À ce titre, il prit part en 1931 à la fondation de la Fédération nationale de la Santé de la CNT avec Augusto Alcrudo Solorzano.   
En 1933, bien que connu pour ses positions anarchistes, il est élu député provincial et représentant de l’École des docteurs d’Alava. Une première expérience politique qui se solde par une déception, puisque élu, il démissionne quelques mois après s'être vu incapable de tenir ses promesses électorales.   
En décembre 1933, il participe avec les anarchistes Durruti, Antonio Ejarque Pina et Cipriano Mera notamment, à l'insurrection anarchiste de décembre 1933, un soulèvement organisé par la CNT en Aragon et la Rioja, contre le gouvernement républicain de Manuel Azaña. Ce soulèvement (ou révolution de décembre de 1933 selon les termes de la CNT), cherchait à mettre en œuvre le communisme libertaire et s’étendit à certaines parties de l’Estrémadure, de l’Andalousie, de la Catalogne et du bassin minier de León. Le 14, le gouvernement républicain de Manuel Azaña declare l'état de guerre et l'armée intervient pour rétablir l'ordre. Le 15, la CNT donne l'ordre de retourner au travail et le lendemain, la police arrête le comité révolutionnaire .. Isaac Puente Amestoy est arrêté le 16 décembre 1933 à Saragosse, une quatrième arrestation (1ère le 16 avril 1932, en mai et en juin 1933). Il sera détenu 5 mois.

## Exécution par les troupes franquistes
Sa mort, le 1er septembre 1936, est liée à l'arrivée à Vitoria de José Millán-Astray, général fondateur de la Légion, chargé de la propagande franquiste. 
Lors du coup d’État de juillet 1936, Puente Amestoy se trouve chez lui à Maeztu, près de Vitoria, médecin dans une zone tenue par les franquistes. Il semble que bien qu'étant menacé, il prit le risque de soigner des blessés, ce qui entraîne son arrestation à son domicile dans la nuit du 28 juillet 1936. Malgré une tentative d’échange de prisonniers, il est fusillé, comme des milliers d’autres pendant l’été, durant la nuit du 31 août au 1er septembre.
Les restes du corps de Puente Amestoy seraient toujours dans une des fosses communes près de Pancorbo. Les tentatives de sa famille pour retrouver une trace ADN lors des inhumations de 2005 ont été infructueuses.

## Œuvres
- Le Communisme libertaire, Confédération nationale du travail, 1935, texte intégral.

## À propos d'Isaac Puente Amestoy
- « Partisan de la prévention, de l'information claire et vraie et du soin du corps, il a défendu une puissante association entre la santé et la révolution. », José Vincente Martí Boscà, Revolución y sanidad en España, 1931-1939 (citation traduite de l'espagnol en français).

- « Indiscutablement, le docteur Isaac Puente fut le principal inspirateur des réalisations collectives de la République espagnole. » Federica Montseny.

- « Isaac Puente, el medico anarquista »  Francisco Fernández de Mendiola  Ed.Txalaparta.

## Notices
- L'Éphéméride anarchiste : notice biographique.
- (es) Miguel Iñiguez, Esbozo de una Enciclopedia histórica del anarquismo español, Fundación de Estudios Libertarios Anselmo Lorenzo, Madrid, 2001, page 494.